# Santina Sabatnig
Santina Sabatnig (* 4. Jänner 2004 in Wien) ist eine österreichische Handballspielerin.

## Karriere

### Im Verein
Santina Sabatnig begann am 15. September 2015 mit 11 Jahren beim Wiener Traditionsverein MGA Fivers im Nachwuchs zu spielen. Ursprünglich kam Sabatnig von der Leichtathletik und Geräteturnen. Mit 16 Jahren gab Sabatnig ihr Debüt in der WHA Woman Handballliga Austria. In ihrer ersten Meisterliga-Saison 2020/21 erzielte Sabatnig in 24 Spielen 73 Tore und wurde zur „Newcomerin des Jahres der WHA“ gewählt. In der Saison 2021/22 erreichte Sabatnig mit den MGA Fivers die Finalserie der Meisterschaft. Sie erzielte in 26 Spielen 71 Tore und wurde mit dem Team 4. der WHA Meisterliga. Mit dem Team erreichte Sabatnig in der Saison 2022/23 wieder die Finalserie der WHA und Sabatnig wurde mit 104 Toren in 24 Spielen auch ins „All Star Team of the year der WHA Meisterliga“ gewählt.
Im Sommer 2023 entschied sich Sabatnig für einen Wechsel nach Deutschland zum Zweitligisten HC Rödertal. Mit dem HC Rödertal wurde sie in der Meisterschaft 2023/24 Vizemeister und verpasste nur knapp den Aufstieg in die 1. Handballbundesliga der Frauen. Im Sommer 2025 wechselte sie zum Erstligisten TuS Metzingen.

### In Auswahlmannschaften
Im ÖHB durchlief Sabatnig die Jugend und Junioren Nationalteams Österreichs. Debütiert hat Sabatnig im Dezember 2017 in der Jugend-Nationalmannschaft. Bei der U17-Europameisterschaft 2021 in Montenegro belegten sie den 14. Platz. Im Sommer 2023 erreichte Sabatnig mit ihrem Team bei der EHF W19 Championship im Kosovo den 2. Platz. Im Finale scheiterte sie mit Österreich an Italien.
Sabatnig stand erstmals am 20. April 2022 im Aufgebot der A-Nationalmannschaft, wo sie in der EHF EM-Qualifikation gegen Dänemark zum Einsatz kam. Sie trägt im Team die Trikotnummer 54. Mit Österreich nahm sie an der Weltmeisterschaft 2023 in Norwegen, Schweden, Dänemark teil und belegte den 19. Platz. Im Turnier erzielte sie 13 Tore in vier Spielen.
Mit der österreichischen A-Nationalmannschaft konnte Santina Sabatnig sich für die Europameisterschaft 2024 qualifizieren. Sabatnig erzielte 4 Tore in drei Spielen und belegte mit Österreich den 15. Platz.